# Julius Thomsen
Hans Peter Jørgen Julius Thomsen (Copenaghen, 16 febbraio 1826 – Copenaghen, 13 febbraio 1909) è stato un chimico danese, conosciuto a livello internazionale come uno degli scopritori del Principio Thomsen-Berthelot.
Passò gran parte della sua vita a Copenaghen. Dal 1847 al 1856 ottenne la cattedra di chimica al politecnico, nel quale fu direttore dal 1883 al 1892. Dal 1856 al 1866 entrò a far parte come docente della Scuola Superiore Militare. Nel 1866 diventò professore di chimica all'università, e mantenne questa cattedra fino al 1891, anno in cui si ritirò dal lavoro.
Il suo nome divenne famoso per la proposta dell'ipotesi che prese il nome di principio Thomsen-Berthelot e per i suoi contributi alla termochimica e, specialmente dal 1869 al 1882, raccolse numerosi dati sul calore assorbito ed emesso nelle reazioni chimiche, tra cui la formazione di sali, reazioni di redox e la combustione di composti organici. I suoi risultati furono collezionati e pubblicati tra il 1882 e il 1886 in quattro volumi sotto il titolo: Thermochemische Untersuchungen, con una ristampa in inglese (Thermochemistry) nel 1908. Nel 1857 a Copenaghen mise a punto un processo per la sintesi del carbonato di sodio dalla criolite, minerale ottenuto dalle coste occidentali della Groenlandia. Durante la sua vita scrisse anche altri libri (intitolati Naturvidenskab) riguardanti i suoi viaggi, i suoi studi e le sue scoperte.
Suo fratello, Carl August Thomsen (1834-1894), fu professore di chimica tecnica al Politecnico di Copenaghen, e un secondo fratello, Gottfried Thomsen (1841-1901), fu assistente nel laboratorio di chimica all'università fino al 1884, quando abbandonò la scienza per dedicarsi alla teologia, diventando in seguito pastore a Norup e a Randers.